# 아비앙카 항공
아비앙카 항공(스페인어: Avianca, Avianca S.A., 영어: Avianca)은 1919년 12월 5일에 설립된 콜롬비아의 국책 항공사로, 본부는 콜롬비아의 수도 보고타에 있다. 아비앙카는 아메리카 대륙 항공(스페인어: Aerovías del Continente Americano S.A.) 과거에는 콜롬비아 국영 항공(스페인어: Aerovías Nacionales de Colombia S.A.)의 스페인어 약칭에 해당된다. 또한 보고타에 있는 엘도라도 국제공항을 허브 공항으로 하며 상파울루 구아룰류스 국제공항과 마리스칼 수크레 국제공항도 허브 공항에 해당된다. 현존하는 항공사 중 두 번째로 오래된 항공사이다.

## 역사
1919년 설립한 SCADTA 항공사로 세계에서 가장 오래된 항공사에 속한다. 1920년 최초로 콜롬비아 전역에 국내선 노선을 취항했으며 1937년에 보잉 247을 도입했다. 1939년에 더글러스 DC-3을 도입했고 1940년 당시 미국 사업가가 소유한 SCADTA와 콜롬비아 항공사 SACO(스페인어: Servicio Aéreo Colombiano)가 합병되면서 현재의 항공사인 아비앙카 항공으로(스페인어: Aerovías Nacionales de Colombia S.A.) 탄생되었다. 1946년부터 아비앙카 항공은 키토, 리마, 파나마, 마이애미에 취항했다. 1956년에 오스트레일리아에 취항했으며 1961년에 보잉 707과 보잉 720 기종을 도입했다. 1976년 남아메리카 항공사로 최초로 보잉 747-100 항공기를 운항했다. 1981년에 보잉 767-200ER를 도입해 취항했다. 1998년 국가 자본의 특권적인 지리적 위치의 활용해 매주 연결 항공편과 주파수를 일정 및 목적지의 증가 수를 주위에 제공하고 보고타에서 새로운 연결 중심의 운항 노선 개시를 발표했다. 2002년에 경쟁 항공사인 에이스 콜롬비아를 인수해 2003년에 합병했다. 2009년 엘살바도르에 본사를 둔 항공사인 TACA 항공을 인수해 자회사로 편입했다. 2012년에 항공 동맹인 스타얼라이언스에 가입했다. 2013년에 엘살바도르의 국영 항공사인 TACA 항공과 합병하면서 현재에 이르고 있다.2020년, 코로나-19으로 파산보호신청을 했다.

## 운항 노선
- 2012년 7월 기준으로 아비앙카 항공은 다음과 같은 노선을 운항하고 있다.

### 코드쉐어 협정
- 아비앙카 항공은 다음과 같은 항공사와 코드쉐어 협정을 체결하고 있다.[5]

| - 루프트한자 (스타얼라이언스) - 실버 에어웨이즈 - 싱가포르 항공 (스타얼라이언스) - 아비앙카 에콰도르 (자회사) - 아에로멕시코 (스카이팀) - 에바 항공 (스타얼라이언스) - 에어 인디아 (스타얼라이언스) - 에어 캐나다 (스타얼라이언스) - 에티하드 항공 - 유나이티드 항공 (스타얼라이언스) | - 이베리아 항공 (원월드) - 전일본공수 (스타얼라이언스) - 중국국제항공 (스타얼라이언스) - 코파 항공 (스타얼라이언스) - 터키항공 (스타얼라이언스) |  |

## 보유 기종
- 2024년 7월 기준으로 아비앙카 항공은 다음과 같은 기종을 보유하고 있으며 평균 기령은 7년이다.[7][8][9]

## 사건 및 사고
- 1983년 11월 27일, 파리 샤를 드 골 공항에서 마드리드 바라하스 국제공항을 경유하여 엘도라도 국제공항으로 향하던 아비앙카 항공 011편이 스페인 마드리드 인근에서 추락해 181명이 사망하고 11명이 생존했다.
- 1989년 11월 27일, 엘도라도 국제공항을 출발하여 알폰소 보닐라 아라곤 국제공항으로 향하던 아비앙카 항공 203편이 이륙한지 얼마되지 않아 공항 인근에서 비행기에 부착된 폭탄이 폭발하여 107명이 사망했으며, 지상에 있던 3명도 사망하였다. 이 사건은 당시 콜롬비아의 대통령 후보였던 세사르 가비리아를 암살하기 위해 파블로 에스코바르가 벌인 테러였으나, 다행히도 세사르 가비리아는 이 비행기에 탑승을 하지 않아 목숨을 건졌다.
- 1990년 1월 25일, 엘도라도 국제공항을 출발해 존 F. 케네디 국제공항으로 향하던 아비앙카 항공 52편이 착륙 진입 도중에 연료가 떨어지면서 추락해 73명이 사망했다.

## 사진

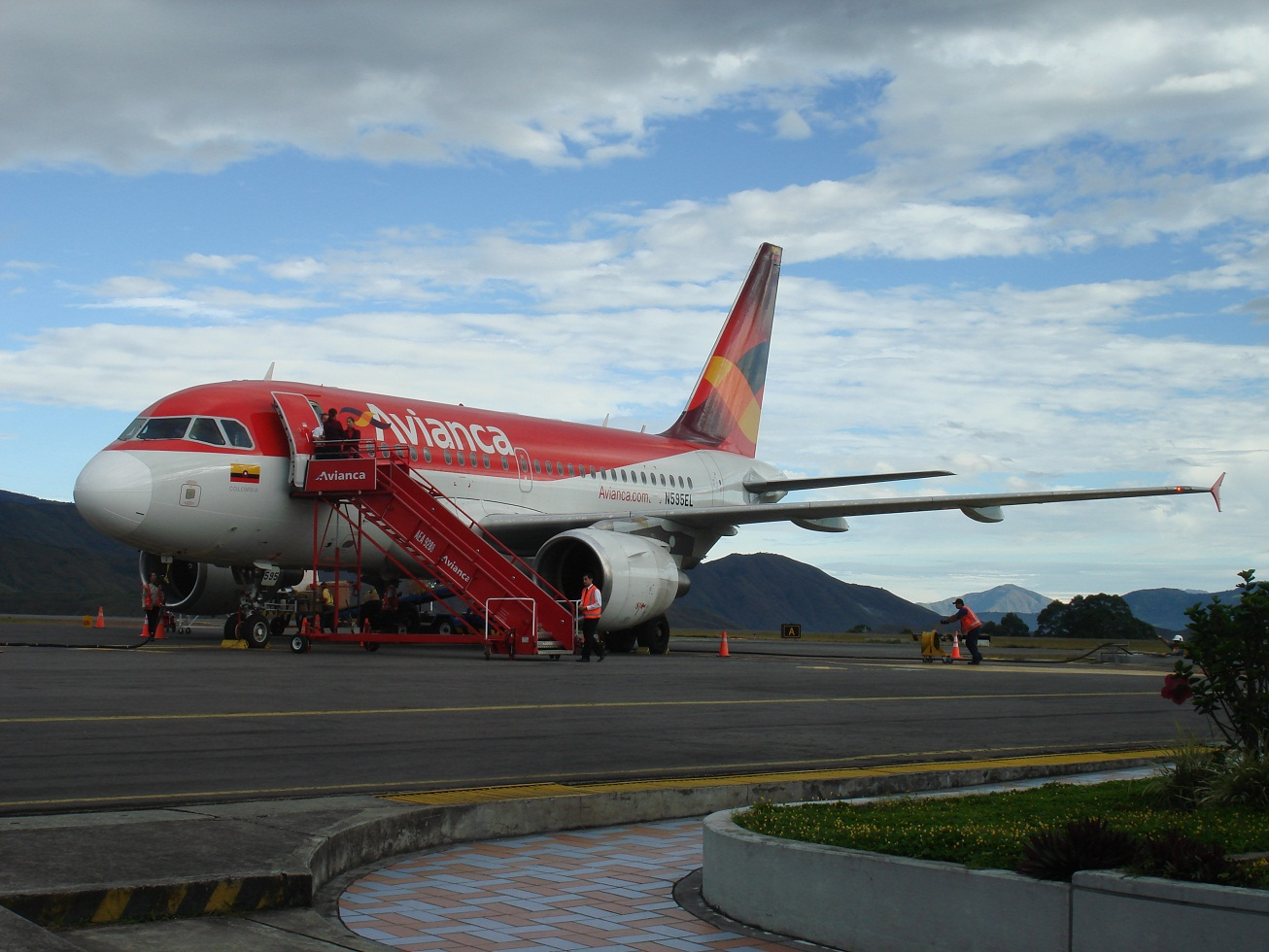
아비앙카 항공의 에어버스 A318-100
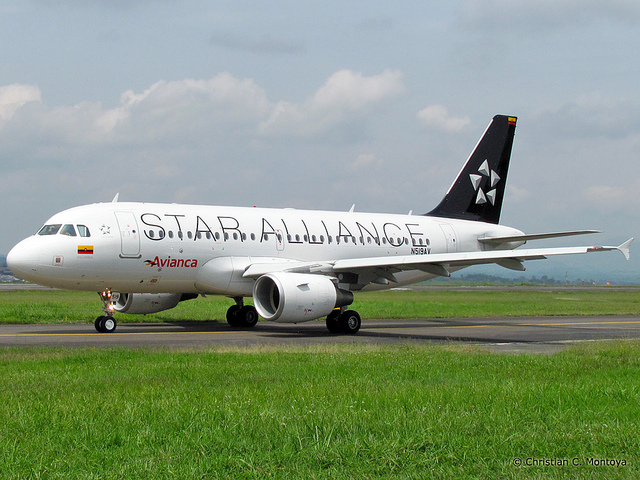
스타얼라이언스 도장을 적용한 아비앙카 항공의 에어버스 A319-100
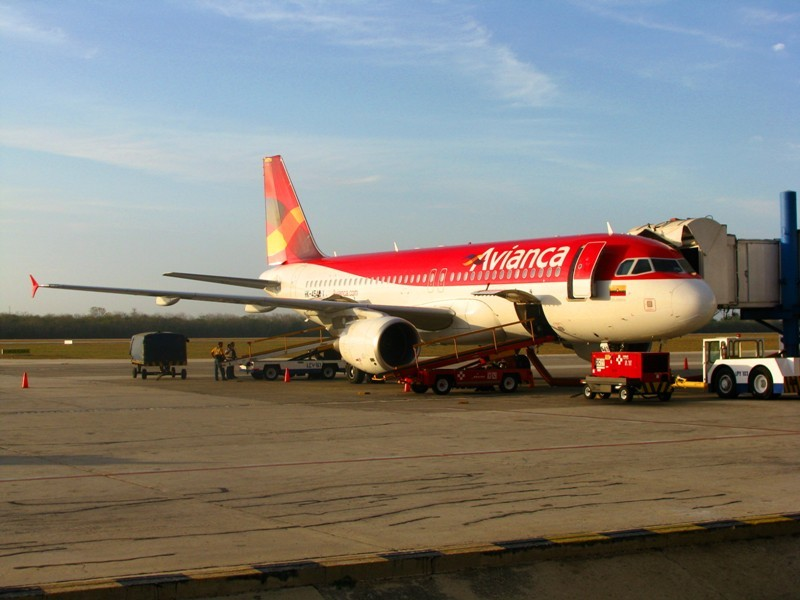
아비앙카 항공의 에어버스 A320-200
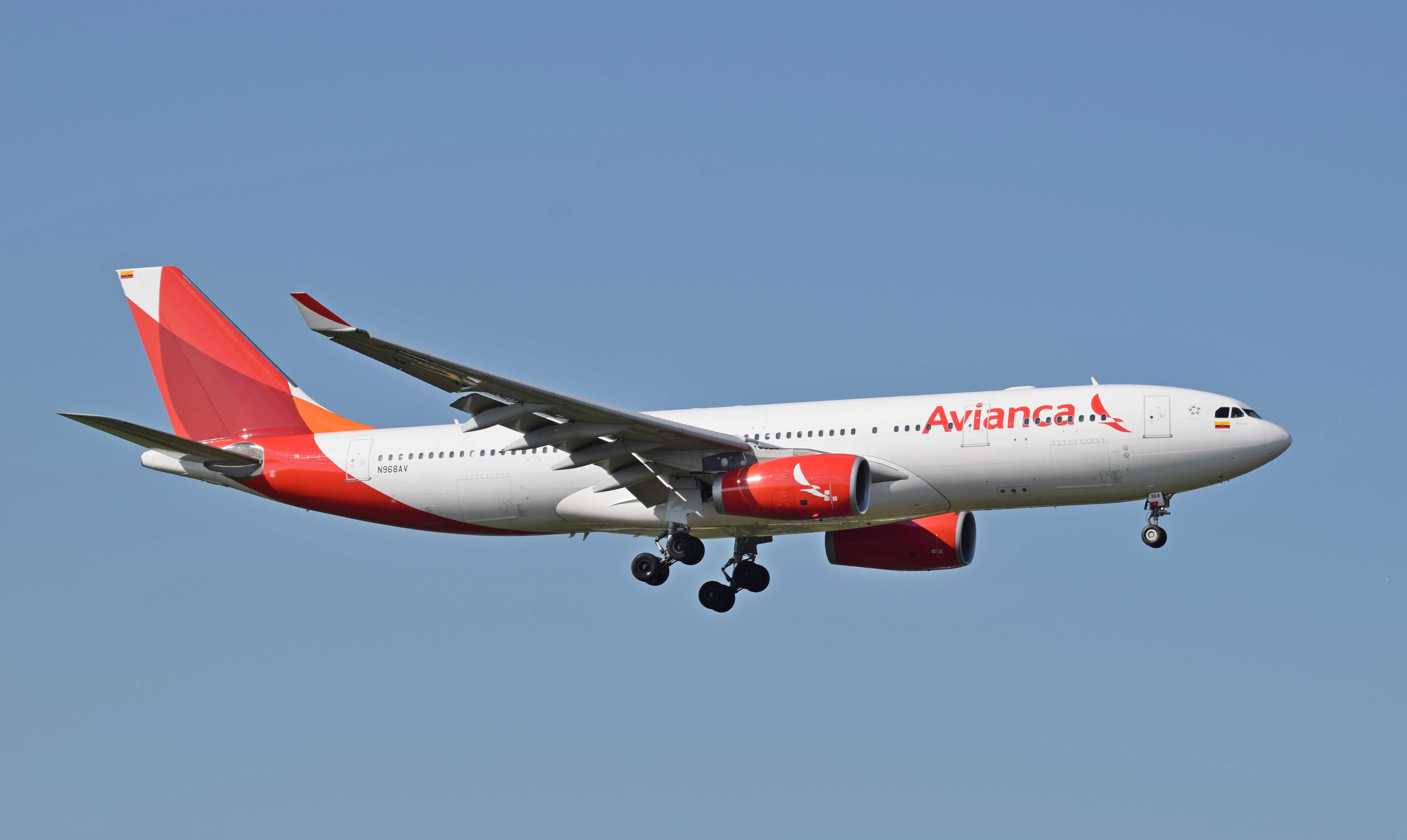
아비앙카 항공의 에어버스 A330-200